# Alexander von Hoffmann
Alexander von Hoffmann (* 7. Juni 1974 in Hamburg) ist ein deutscher Hochschullehrer. Er ist seit 2006 Professor für Konstruktion an der Georg-Simon-Ohm-Hochschule Nürnberg.

## Leben
Von Hoffmann studierte von 1993 bis 1998 Elektrotechnik an der TU Darmstadt. 1998 begann er mit seiner Doktorarbeit zum Thema „Lichttechnische Anforderungen an adaptive Kraftfahrzeugscheinwerfer für trockene und nasse Fahrbahnoberflächen“ in der Lichtentwicklung bei der Volkswagen AG, die er 2003 mit dem Rigorosum an der TU Ilmenau erfolgreich beendete. Er war in den Jahren 2004 bis 2006 Leiter der Unterabteilung „Technologie, Simulation und Strak“ in der Lichtentwicklung der Volkswagen AG und folgte 2006 einem Ruf an die Georg-Simon-Ohm-Hochschule für angewandte Wissenschaften nach Nürnberg. Seit 2007 leitet er das CAD-Labor der Fakultät efi. Von 2009 bis 2016 leitete er das Steinbeis-Transfer-Zentrum „Angewandte Lichttechnik“ in Altdorf bei Nürnberg.

## Wirken
Von Hoffmann lehrt und forscht auf den Gebieten der Konstruktion und angewandten Lichttechnik. Er veranstaltet regelmäßig Tagungen zu Themen der Kraftfahrzeugbeleuchtung und Anwendungen der Lichtsimulation.

## Werke
- CAx - Schriftenreihe Band 1, Optik Simulation - Einführung in LucidShape und LucidDrive Steinbeis Edition, Stuttgart, 2009. ISBN 978-3-941417-03-8
- Lichttechnische Anforderungen an adaptive Kraftfahrzeugscheinwerfer für trockene und nasse Fahrbahnoberflächen Der andere Verlag, 2003, ISBN 978-3-89959-046-3